# 油毡

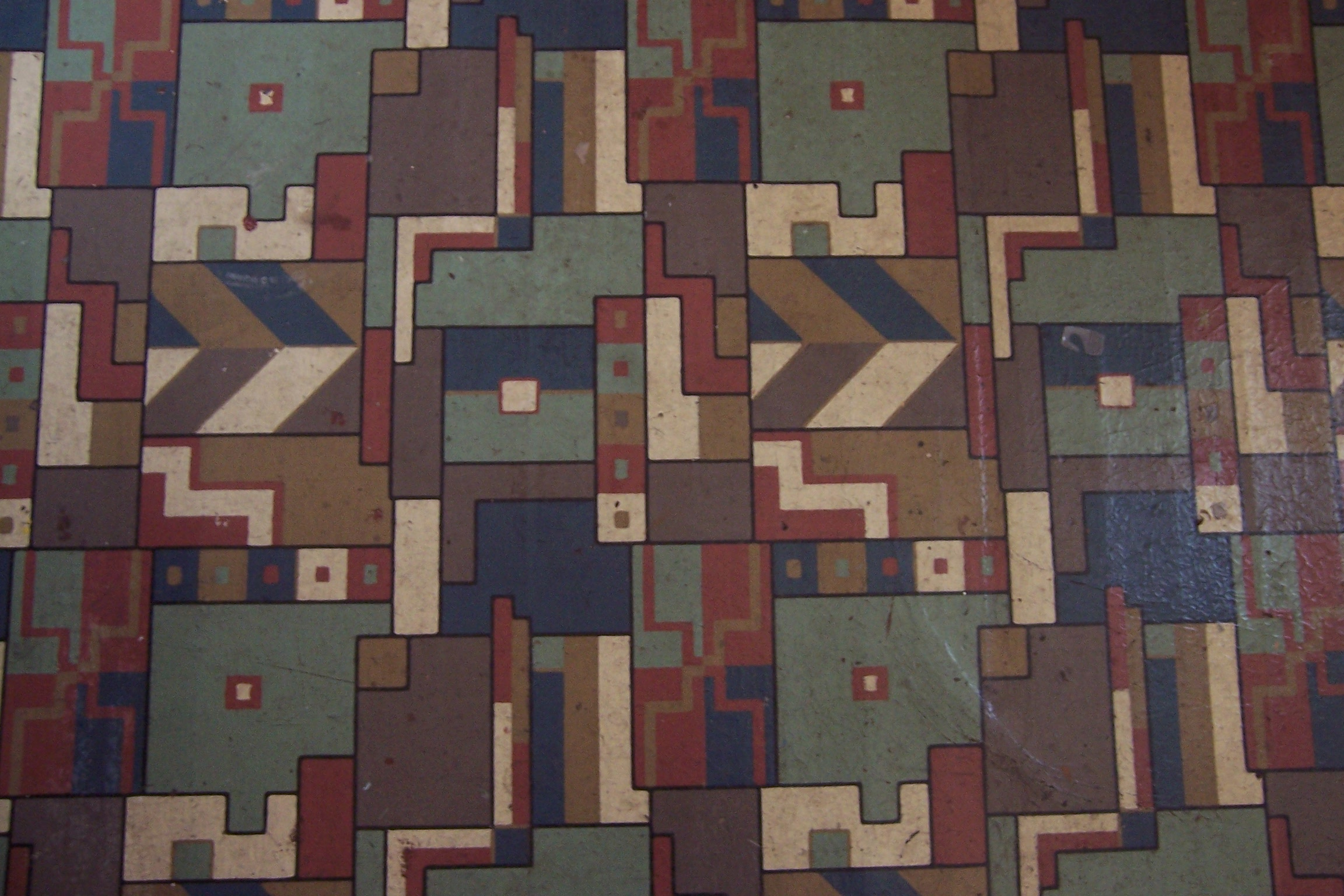
1950年的油毡

油毡（英語：Linoleum、，也作油地毯），是一种使用诸如固化亚麻籽油、松香、软木灰、木粉和诸如碳酸钙之类的矿物质，在粗麻布或帆布表面加工成的地毯。一般还会加入些许颜料。